# Paper sulfuritzat

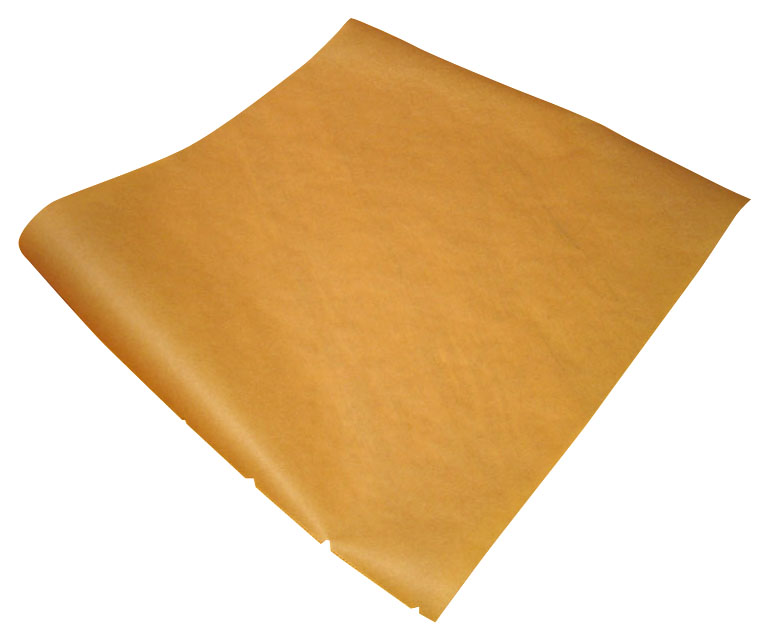
Paper sulfuritzat o de forn

El paper sulfuritzat, paper de forn, paper mantega o tot simplement paper vegetal, és un paper vegetal tractat químicament (es banya en àcid sulfúric, d'aquí el nom) per a tapar els porus de la cel·lulosa i així fer-lo impermeable i perquè a més sigui resistent a les elevades temperatures d'un forn domèstic. Posseeix com a principal característica que és antiadherent (els aliments no adhereixen a la seva superfície). S'empra freqüentment en la preparació culinària dels aliments que han de coure al forn com per exemple: bescuits, papillots, pizzes, etc. El paper sulfuritzat pot resistir a temperatures de fins a 220 °C aproximadament, en el seu ús cal anar amb compte que no entri en contacte directe amb fonts de calor (en alguns casos no funciona quan es gratina).
Una aplicació molt estesa al segle passat va ser com a suport dels dibuixos utilitzats en la construcció de maquinària i edificis.
Es dibuixava en tinta xinesa sobre el paper i la seva transparència permetia d'utilitzar-lo com a original per a fer innombrables còpies sobre paper especial impressionable amb llums de mercuri. Un procés de revelament amb vapors d'amoníac completava el procés d'obtenció de les còpies.
S'empra molt simplement, col·locant-se sobre la safata de forn, és aquesta la raó per la qual es ven en fulls de diferents grandàries: tots en format normat segons els forns domèstics. Sol comercialitzar-se també en botigues d'utensilis de cuina. En l'antiguitat s'usava amb la mateixa funció que el paper sulfuritzat un pergamí recobert de greix o oli. Una altra insalubre alternativa al paper sulfuritzat és l'ús de paper d'alumini que posseeix el desavantatge d'haver de ser untat amb greixos perquè no s'apeguin els aliments cuinats, però té l'avantatge de ser un bon transmissor de la calor.